# غانم بشیر
غانم بشیر (انگلیسی: Ghanem Bashir؛ زادهٔ ۱۱ نوامبر ۱۹۸۶) یک بازیکن فوتبال است.